# Teotepeque
Teotepeque (del náhuat Tiutepet, que significa ‘Cerro Sagrado’, ‘Cerro de Dios’ o ‘Cerro de los dioses’) es un distrito ubicado al suroeste del departamento de La Libertad en El Salvador. Está limitado al norte por el distrito de Tepecoyo y Jayaque, al este por Jicalapa y Chiltiupán, al oeste por el departamento de Sonsonate y el distrito de Santa Isabel Ishuatán y al sur por el Océano Pacífico.
Tiene 9 862 habitantes según el censo salvadoreño de 2024. Celebra sus fiestas patronales en febrero, dedicadas al Santo Niño de Atocha.[cita requerida]
| Censo | Población | Cambio | Porcentaje |
| ----- | --------- | ------ | ---------- |
| 2007  | 12 320    | N/D    | N/D        |
| 2024  | 9 862     | -2 458 | -20.0%     |

## Historia
De acuerdo a la relación geográfica hecha en 1740 por el alcalde mayor de San Salvador, Manuel de Gálvez Corral, el pueblo de San Pedro Teotepeque tenía 137 indios tributarios, sus actividades económicas eran el cultivo de maíz, algodón, bálsamo y cacao y la crianza de gallinas; describió que estaba situado en «tierra colorada» y que «es muy enfermo de gálico». También describió el pueblo de San Miguel Mizata, hoy el Cantón Mizata, tenía una población de 15 indios tributarios con los mismos frutos que Teotepeque aunque en poca cantidad; describe que estos indios servían de guardar la vigía por estar el pueblo a media legua del mar.

### Pos-independencia
Para enero de 1862, tenía una población que apenas llegaba a 500; Aún no tenía escuela al igual que las otras poblaciones de la costa del Bálsamo (Jicalapa, Chiltiupán, Tamanique, Talnique y Comasagua).
El 19 de enero de 1864 sufrió un incendio el pueblo de Teotepeque. Alimentado por un viento norte muy recio, el incendio consumió en pocas horas 77 de las más de 125 casas del pueblo. Los habitantes no solo perdieron sus casas, sino también sus graneros dejándolos sin habitación y comida. El gobernador Santiago Delgado del Departamento de San Salvador, al que pertenecía el pueblo de Teotepeque en ese entonces, comunicó la noticia del incendio a la redacción del periódico oficial del gobierno de El Salvador, El Constitucional. con el objeto de «[excitar] a los Alcaldes de los pueblos, para que levanten una suscripción voluntaria y aliviar con su producto a los habitantes de Teotepeque».
De acuerdo con la estadística del departamento de La Libertad hecha por el gobernador José López en el 23 de mayo de 1865, la población era de 511.
En el año de 1875, el municipio estaba recibiendo «muchos perjuicios en sus ejidos que contienen preciosos balsamares, variedad de maderas de construcción y otras plantas». En el 20 de noviembre, el alcalde Julián Esquivel reunió al concejo municipal en una sesión extraordinaria donde se autorizó al regidor Félix Calderón para que vigile y pida auxilio para la captura de intrusos para remitirlos a la alcaldía y de ahí al juzgado de 1.ª instancia del distrito de Nueva San Salvador; también, por haber recibido en particular mayores perjuicios el señor don Miguel Quijada en sus balsamares en el sitio llamado Chiquileca, se autorizó a los señores don Timoteo Flores y Pedro Marroquín para que ronden y persigan a los ladrones de bálsamo.
Para el 30 de diciembre de 1883, se hizo la capilla de la iglesia de madera que costó 450 pesos recaudados por contribución voluntaria de los vecinos, se repararon la iglesia, la casa de escuela y la cárcel. También, la municipalidad acordó la construcción de un nuevo cabildo y estaba reuniendo los materiales, contrataron la refacción del viejo cabildo para que sirva como escuela de niñas.
El 15 de diciembre de 1903 se fundó el Comité de Aguas de la Villa de Teotepeque con el objeto de hacer que se introdujera el agua potable a la población. Estaba presidida por el alcalde Felipe Martí, sus vocales primero y segundo respectivamente eran Simeón Nuila y Jesús Escamilla, y el tesorero era el hermano del alcalde, Pedro Martí; este último era el padre de Agustín Farabundo Martí. El reglamento del comité fue aprobado por el gobierno de Pedro José Escalón y suscrito por el Subsecretario de Fomento Pío Romero Bosque en el 22 de septiembre de 1904. En el 24 de enero de 1910, el gobierno de Fernando Figueroa aprobó el nuevo reglamento de la Junta de Aguas de Teotepeque que reemplazó al Comité de Aguas.
En el pasado, este municipio era conocido por la famosa romería que llegaba procedente de Sonsonate con carácter religioso, y posteriormente han tenido lugar en ella otros hechos importantes como el nacimiento del activista comunista Agustín Farabundo Martí.

## Geografía Humana

### Organización territorial
Teotepeque cuenta con 3 barrios en la zona urbana o casco urbano. Estos barrios son: Barrio San Miguel, Barrio Santa Isabel y Barrio El Calvario, colonia la nubes, colonia San Jose, colonia 13 de Enero, colonia El Jicaro, colonia vista hermosa. 
El distrito se divide además en 9 cantones: El Matazano, Los Izotes, San Isidro, San Marcos, San Benito, Valle El Ángel, El Níspero, Mizata y Sihuapilapa. San Benito.
LOS CANTONES SE DIVIDEN EN CASERIO.
Caserio El Angel, El rion, Canoas, Cacho de oro, Chiquileca, caserio Santa Clara, Caserio San benito, Caserio zapotita. Caserio las Crucitas, Caserio Texicio, Caserio lomas de Ulata, Caserio Metayo, Caserio Aguacayo arriba, Caserio La vega el rion. Caserio campamento, Caserio Los Trozos, Caserio Apanteles, Caserio El Mango, Caserio la Pandura, Caserio El triunfo, Caserio Los Cheles, Caserio San Isidro Abajo, Caserio San Isidro Arriba, Caserio Santa Juana, Caserio Las FLores, Caserio La seibita, caserio Sihuapilapa playa, Caserio Mizata Centro.

### Demografía
| Población | Población | Población | Población | Población | Población | Población | Población | Población | IM   | % Urbano |
| Total     | Total     | Total     | Área      | Área      | Área      | Área      | Área      | Área      | IM   | % Urbano |
| Total     | Total     | Total     | Urbana    | Urbana    | Urbana    | Rural     | Rural     | Rural     | IM   | % Urbano |
| Total     | Hombres   | Mujeres   | Total     | Hombres   | Mujeres   | Total     | Hombres   | Mujeres   | IM   | % Urbano |
| --------- | --------- | --------- | --------- | --------- | --------- | --------- | --------- | --------- | ---- | -------- |
| 12 320    | 6066      | 6254      | 1283      | 630       | 653       | 11 037    | 5436      | 5601      | 97.0 | 10.4     |

| Total  | Tramos de edad seleccionados | Tramos de edad seleccionados | Tramos de edad seleccionados | Tramos de edad seleccionados | Tramos de edad seleccionados |
| Total  | 0-3                          | 4-6                          | 7-17                         | 18-59                        | 60+                          |
| ------ | ---------------------------- | ---------------------------- | ---------------------------- | ---------------------------- | ---------------------------- |
| 12 320 | 1153                         | 1047                         | 3896                         | 5201                         | 1023                         |

#### Demografía histórica
En su carta al arzobispo Pedro Cortés y Larraz, escrita en el 26 de noviembre de 1768, el cura Joseph Antonio Méndez de la parroquia de San Antonio Ateos escribió lo siguiente:

El Pueblo de Tiotepeque anexo tiene sesenta y seis familias de solo Yndios, que hazen doscientas y óchenta perzonas; siendo de estas, óchenta hombres, veinte y quatro ádultos, y treinta y tres parbulos, y noventa y quatro mugeres, quarenta ádultas, y veinte y tres parbulas.
Joseph Antonio Méndez

| Total | Familias | Hombres | Adultos | Párvulos | Mujeres | Adultas | Párvulas |
| ----- | -------- | ------- | ------- | -------- | ------- | ------- | -------- |
| 280   | 66       | 80      | 24      | 33       | 94      | 40      | 23       |

En un informe hecho en el 25 de enero de 1862, el gobernador del Departamento de San Salvador, José Escolástico Andrino, explicó que Teotepeque era el que contaba con más habitantes de los seis pueblos de la costa del Bálsamo, apenas llegando a 500.
| Total | Solteros | Solteros | Casados | Casados | Viudos | Viudos | Menores de 10 años | Menores de 10 años |
| Total | H        | M        | H       | M       | H      | M      | Niños              | Niñas              |
| ----- | -------- | -------- | ------- | ------- | ------ | ------ | ------------------ | ------------------ |
| 511   | 70       | 102      | 97      | 97      | 10     | 45     | 70                 | 20                 |

Para 1908, tenía una población de 1200 habitantes.
Alcaldes que gobernaron Teotepeque en diferentes periodos.
Alfonso Arevalo Guillen. Periodo 1994 al 2021 por el partido Alianza Republicana Nacionalista, Arena.
Mario Matus
Cesar Arevalo.
Baltazar Cuellar
Candelario Cruz 
Julio Alberto Ramos Ortiz.
Raul Garcia.

## Hidrografía
Riegan el distrito los siguientes ríos:
- Sensipa
- Los Trozos
- Mizata
- Estatuche
- El Shilo
- Brasil o Tabujillo
- El Encanto
- Las Golondrinas
- Chicuinaco
- Sihuapilapa
- Cacaguayo

También le rodean las siguientes quebradas:
- El limón
- Plantilla Quemada
- Camarón Blanco
- Las Peñitas
- Zapotita
- El Puente
- El Cobanal
- El Tambor
- Las Canoas
- La Quebradona o El Salto
- El Pital
- Del Mata palo
- De Texicio
- Callejón de Ulata
- Aguacayo o Los Chorrerones
- Metayo o La Providencia
- Zapote Verde
- Quebrada Seca y Shalman

### Ríos principales
Sensipa
Se forma de la confluencia de los ríos Los Trozos y Las Flores o Matalapa, a 5.8 km al NE de la Villa de Teotepeque; su recorrido es de 6.75 km en dirección SO, sirve de límite distrital con de Chiltiupán, hasta recibir las aguas del río Pilar de piedra; después de este punto penetra al distrito de Jicalapa.
Los Trozos
Nace a 9.3 km al NE del Casco Urbano de Teotepeque y dentro del distrito de Jayaque; en un recorrido de 4.5 km en dirección SO, dentro del distrito sirve de límite municipal a Chiltiupán y Teotepeque, hasta confluir con el río Las Flores o Matalapa y dando nacimiento al río Sensipa.
Santa Carlota
Nace al pie de la loma el Guayabillo, a 6.4 km al NE de la Villa de Teotepeque; tiene un recorrido de 5.5 km en dirección SO dentro del municipio hasta confluir con el río Las golondrinas dando así nacimiento al río Shilo.
Río El Shilo
Se forma de la confluencia de los ríos Santa Carlota y Las Golondrinas, a 1.8 km al NE de la Villa de Teotepeque; en un recorrido de 2.5 km dentro del Municipio hasta penetrar en el distrito de Jicalapa.
Río Mizata
Se forma de la confluencia de dos quebradas sin nombre, 7.4 km al NE de la villa de Teotepeque; en un recorrido de 24 km. dentro del distrito en Dirección SO, hasta desembocar en el Océano Pacífico, se constituye el río de mayor extensión de este distrito, sus afluentes son, el río El Encanto, y las quebradas Las Peñitas y Las Canoas.